# 유자명
유자명(柳子明, 류자명, 1894년 1월 13일 ~ 1985년 4월 17일)은 일제강점기의 독립운동가이자 아나키스트이며 중화인민공화국에서 활동한 농학자였다. 남과 북에서 유일하게 훈장을 받은 독립운동가다. 개명 前 이름은 유흥식(柳興湜)이고 본관은 문화이며 호는 우근(友槿)이고 개명한 이름 유자명(柳子明)은 원래 별명이었다.

## 학력
- 경기도 수원고등농림학교 졸업
- 중국 후난 대학교 농학과 학사
- 중국 후난 대학교 대학원 원예학과 이학석사
- 중국 후난 대학교 대학원 원예학과 이학박사

## 생애
충청북도 충주 출신이다. 충주농업고등학교의 전신인 충주간이농업학교 교사로 근무하던 중 1919년 3·1 운동에 가담했다가 육로를 통해 상하이로 망명해 대한민국 임시정부에 참여했다.
이후 무장 항일 투쟁에 뜻을 두고 김원봉의 의열단에 가입하였으며, 이회영, 김창숙, 신채호 등과 더불어 아나키스트 노선에서 활동했다. 1924년 조선무정부주의자연맹 설립에 관여했다. 1930년 4월에는 상해의 프랑스 조계에서 아나키스트운동의 강령과 규약을 발표했다.
중국어에 능통했던 그는 중국인, 인도인들과 함께 동방피압박민족연합회를 결성하였다. 이 단체는 김규식이 회장을 맡았으며, 기관지 《동방민족》 한국어, 중국어, 영어로 발행했다. 유자명은 조선혁명자연맹, 남화한인청년연맹, 불멸구락부 등의 독립 운동 조직에 꾸준히 가담했다. 1930년대에는 조선의용대 지도위원, 1940년대에는 대한민국 임시정부 학무부 차장을 역임하였다.
유자명은 신채호의 〈조선혁명선언〉(1923) 기초에 참가했을 만큼 아나키즘 이론에 밝았으며 탁월한 어학 실력과 국제적인 감각을 갖춘 독립 운동계의 일급 참모였던 것으로 전해진다.
그러나, 중국인과 다시 결혼한 뒤 광복후 한국 전쟁 등으로 귀국 시기를 놓치면서 중국 후난(호남)농업대학에서 교수로 재직하다 퇴임했다.
호남대학은 중국 최고의 농업대학이고, 류자명 선생은 중국에서 열손가락안에 꼽히는 농학자로 평가 받는다.
호남대학은 류자명 기념관과 동상을 세웠다.
사망할 때까지 중국에서 원예학자로 활동하였고 후손들도 대부분 중화인민공화국과 조선민주주의인민공화국에 있기 때문에 그동안 활동 내역이 자세히 알려지지 않았었다.
1991년 대한민국 정부로부터 건국훈장 애국장을 추서받았고, 조선민주주의인민공화국에서도 1978년 3급 국기훈장을 수여받아 남북 양 체제에서 동시에 인정 받은 독립 운동가가 되었다. 유해는 참여정부 시절에 봉환 해 국립대전현충원에 한국인, 중국인 부인과 합장되어 있다.
저서로 회고록 《나의 회억》(1984)이 있으며, 전기로는 《행동하는 지식인 류자명 평전》(원제 《불멸의 지사 류자명 평전》)(류연산 지음, 충주시 예성문화연구회, 2004년)이 발간되었다. 오랫동안 류자명 선생을 기록했던 중국의 한 여기자는 '훈장을 단 원예학자'라는 책도 출간했다.

## 참고자료
- 대한민국 국가보훈처, 이 달의 독립운동가 상세자료 - 유자명, 2006년 보관됨 2016-03-05 - 웨이백 머신
- 유자명 - 향토문화대전[깨진 링크(과거 내용 찾기)]
- 유자명 - 한국학중앙연구원